# Sluispark
Het Sluispark is een stadspark in de Belgische stad Leuven, gelegen aan weerszijden van de Sluisstraat.

## Situering en geschiedenis
Het park werd op 30 april 2017 officieel geopend. In daaraan voorafgaande jaren werd het park aangelegd in het gebied tussen enerzijds de Glasblazerijstraat en de Sluisstraat en anderzijds de Sluisstraat en de Vaartstraat, meer bepaald tussen de armen van de rivier de Dijle, die wat verder uitmondt in de Leuvense Vaart. Dit gebied en het daarmee gepaard gaande stadsontwikkelingsproject worden ook weleens DijleDelta genoemd. De rivier werd langs het park opnieuw opengelegd.
Het park is een groot grasplein en bevat naast enkele bomen en een verhard wandel- en fietspad ook enkele fonteinen. Centraal in het park bevindt er zich een verhard plein met zitbanken. Wat betreft oppervlakte is het Sluispark bijna even groot als het Leuvens Stadspark. Het plein is grotendeels ingesloten door de Dijle en omringd met hoofdzakelijk appartementsgebouwen. Aan het park ligt ook het restaurant en café De Hoorn. In de Sluisstraat werd in november 2017, dicht bij het park, ook de foodhall De Smidse geopend.
Op de plaats waar het park is gesitueerd bevonden zich vroeger rijhuizen en verschillende grote gebouwen die deel uitmaakten van de bottelarij van Brouwerij Artois. De gebouwen werden na een lange periode van leegstand afgebroken om plaats te maken voor onder meer nieuwe appartementsgebouwen en het Sluispark.